# マルシェ・ド・シャポー
マルシェ・ド・シャポーは、東京・浅草橋にて年2回開催される帽子の展示会。20名以上の若手帽子作家が出展。 

フランス語表記では「marché-de-chapeaux」となる。

## 概要
5月に春夏物、11月に秋冬物のコレクションを発表。各回3日間の日程で開かれる。
20名以上もの若手帽子作家が一堂に会し、それぞれの個性とバックグラウンドをぶつけ合いながらスペシャルな帽子コレクションを発表。宣伝のため主にバイヤーやプレス関係者を招待する。一般の人も入場可能。

## 過去の展示会
| 回 | メインテーマ | 開催地       | 開催日           |
| -- | ------------ | ------------ | ---------------- |
| 1  | 帽子の市場   | 東京・浅草橋 | 2005/11/18-20    |
| 2  | 旅           | 東京・浅草橋 | 2006/05/12-14    |
| 3  | SEXY         | 東京・浅草橋 | 2006/10/27-29    |
| 4  | 黒           | 東京・浅草橋 | 2007/05/11-13    |
| 5  | SWEETS       | 東京・浅草橋 | 2007/11/02-04    |
| *  | 販売イベント | 広島・三越   | 2008/03/18-24    |
| 6  | フォーマル   | 東京・浅草橋 | 2008/05/09-10    |
| 7  | バカンス     | 東京・浅草橋 | 2008/10/31-11/01 |
| 8  | SMILE!       | 東京・浅草橋 | 2009/05/08-10    |
| 9  | ふわふわ     | 東京・浅草橋 | 2009/11/20-22    |

## 開催場所
〒103-0002 東京都中央区日本橋馬喰町2-3-3
ファッションフェイスビル地下１Ｆ展示場「エクレティコショールーム」